# Scaphyglottis confusa
Scaphyglottis confusa är en orkidéart som först beskrevs av Rudolf Schlechter, och fick sitt nu gällande namn av Oakes Ames och Donovan Stewart Correll. Scaphyglottis confusa ingår i släktet Scaphyglottis och familjen orkidéer. Inga underarter finns listade i Catalogue of Life.